# 瓦茨拉夫·科伦卡
瓦茨拉夫·科伦卡（捷克語：Václav Korunka，1965年12月25日—），捷克男子越野滑雪运动员。他曾代表捷克斯洛伐克、捷克参加1988年、1992年和1994年冬季奥林匹克运动会越野滑雪比赛，其中1988年冬季奥运会获得一枚铜牌。